# Club de Fútbol Estudiantes de Atlacomulco
El Club de Fútbol Estudiantes de Atlacomulco es un club fútbol asociación que participa en el grupo V de la Tercera División de México.

## Historia
El equipo nace en el año de 1991 en el municipio del Atlacomulco al norte del Estado de México, actualmente es uno de los equipos de fútbol más influyentes de su grupo en a tercera división, además de contar con un historial positivo, pudiendo ser así uno de los "grandes" del grupo. 
En 2019 el equipo se trasladó de Atlacomulco a la localidad de El Oro por la falta de apoyo en su localidad de origen. A principios de 2022 el equipo regresó a Atlacomulco.
En 2025 el equipo volvió a cambiar de sede debido a problemas con el Ayuntamiento de Atlacomulco, estableciéndose en el municipio de San Felipe del Progreso.

## Temporadas
| Temporada | División           | Posición                    |
| --------- | ------------------ | --------------------------- |
| 2016/2017 | 5.Tercera División | 7o. Grupo V                 |
| 2017/2018 | 5.Tercera División | 9o. Grupo V                 |
| 2018/2019 | 5.Tercera División | 8o. Grupo V                 |
| 2019/2020 | 5.Tercera División | 10o. Grupo V                |
| 2020/2021 | 5.Tercera División | 2o. Grupo V (Dieciseisavos) |